# Szívsebészet

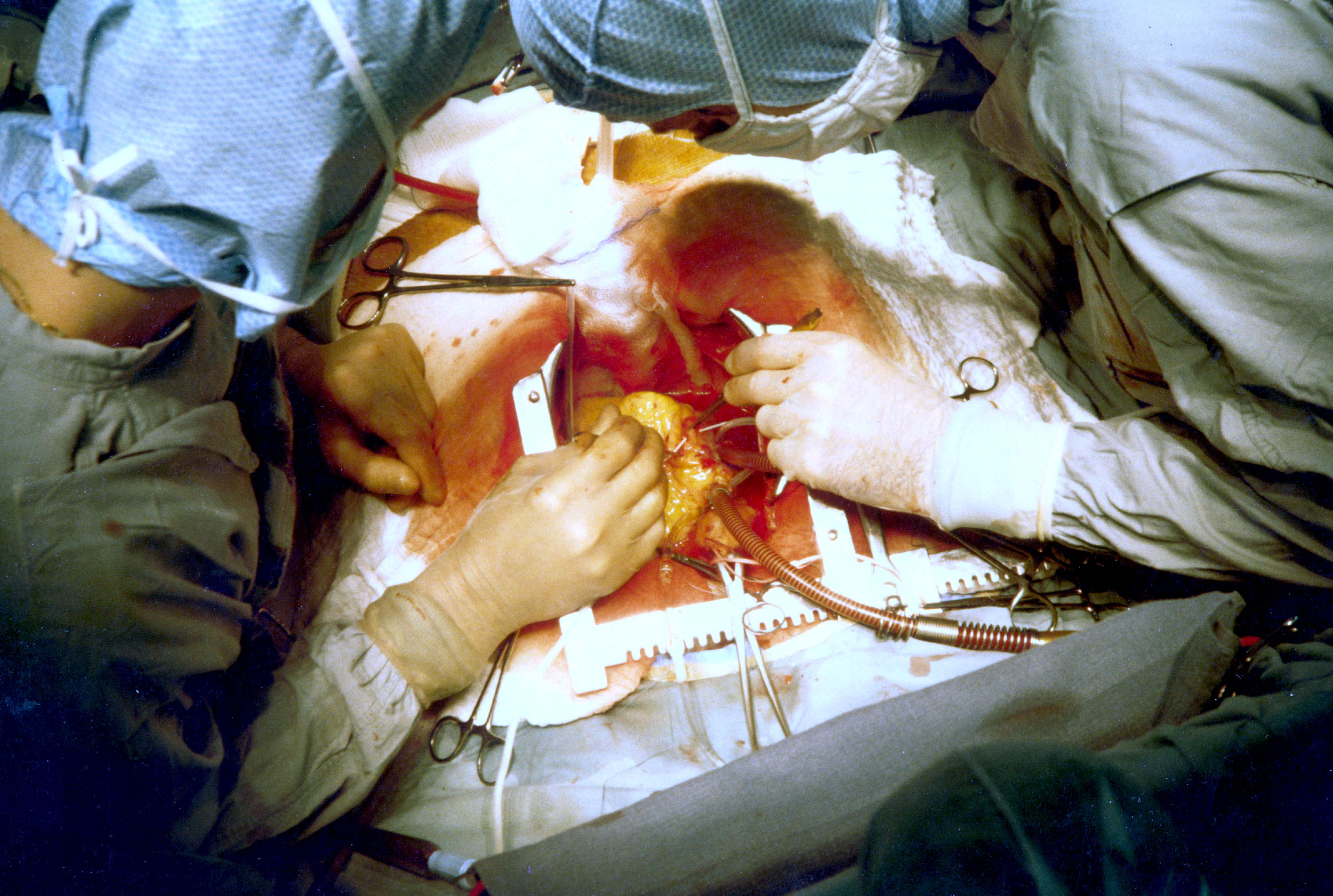
A képen két szívsebész látható, miközben aorto-coronariás bypasst készítenek. Jól látható az úgynevezett retraktor, amely a középen kettéfűrészelt szegycsont széttárására szolgál, megfelelő munkaterületet biztosítva számukra. A képen lefelé és jobbra látható az aortás kanül, amelyen át a szív–tüdő gépben oxigen(iz)ált vér jut vissza az artériás rendszerbe, fenntartva a keringést, miközben a szívsebészek az álló szíven dolgoznak

A szívsebészet a sebészet azon ága, amelynek célja a szív és a szívközeli nagyerek megbetegedéseinek műtéti kezelése. Ennek megfelelően a szívsebészet tárgykörébe tartozik az iszkémiás szívbetegségben végzett coronaria revaszkularizáció, vagyis aoroto-coronariás áthidalás (közismertebb nevén bypass-műtét), a különböző szívbillentyűk megbetegedéseinek (az ún. vitiumoknak) a sebészi helyreállítása, a billentyűk cseréjével, vagy billentyűplasztikával, az aortagyök cseréje (az aorta billentyű egybekötött cseréjével vagy megtartásával), a veleszületett (congenitalis), a szívet és a nagyereket érintő rendellenességek helyreállítása, továbbá a szívátültetés.

## Műtéti típusok

### Aorto-coronariás áthidalás (bypass műtét)
Az aorto-coronariás áthidalást a köznyelvben és a szakzsargonban bypass-műtétként emlegetik, mely az angol terminológia (coronary artery bypass grafting, CABG) egyszerűsített alkalmazása.
Az eljárás lényege, hogy a koszorúerek elzáródott szakaszát egy megfelelő érgrafttal, vagyis a test más területéről nyert artéria-, vagy vénaszakasszal hidalják át. A graft, vagyis az átültetett ér, származhat a lábon felületesen futó vénák valamelyikéből (v. saphena magna, v. saphena parva), az a. thoracica internából (a szegycsont belső felszínén lefelé haladó artéria), avagy az a. radialisból (az alkar hüvelykujji oldalán futó artéria). Az így nyert érszakaszokat először a helyreállítandó koszorúérhez anasztomizálják end-to-side (vég az oldalhoz), vagyis a graft végét a koszorúérnek az elzáródott szakaszán túli oldalához varrják. A második lépésben a graft másik végét az aortához varrják (szintén end-to-side anasztomózissal). Az utóbbi lépés természetesen nem szükséges, amennyiben az a. thoracica internát alkalmazzák, hiszen az arteria subclaviából (kulcscsont alatti arteria) eredve jó vérátáramlást biztosít.
A beavatkozás elvégezhető megállított szíven (on-pump, vagyis a szív-tüdő gép segítségével), vagy dobogó szíven (off-pump).

### Aortagyök rekonstrukció
Az aortagyök, vagyis a főütőér kezdeti szakaszának aneurizmája (tágulata) vagy disszekciója (az aortafal rétegeinek lap szerinti szétválása) esetén – pl. Marfan-szindróma esetén – szükségessé válik az aortagyök műtéti helyreállítása, vagyis műérre való lecserélése. Ez történhet az aortabillentyű egybekötött cseréjével (Bentall-DeBono, illetve Cabrol-féle eljárás), vagy a billentyű megtartásával (ez általában a Tirone David által leírt eljárást jelenti). A rendellenes aortaszakasz pótlására egy különleges polimerből, ún. Dacronból készített műeret alkalmaznak. A Bentall-DeBono és a Cabrol-féle beavatkozások során a műbillentyű és a műér gyárilag egybeépített formáját, az ún. conduitot használják az aortagyök pótlására.